# لیک گریس، وسترن استرالیا
لیک گریس (به انگلیسی: Lake Grace) یک منطقهٔ مسکونی در استرالیا است که در استرالیای غربی واقع شده‌است.